# Csábahár megye
Csábahár megye (perzsa nyelven: شهرستان چابهار) Irán Szisztán és Beludzsisztán tartományának déli elhelyezkedésű megyéje az ország keleti részén. Keleten Pakisztán, Beludzsisztán tartomány, ezen belül Gwadar kerület, illetve északkeleten Kech kerület határolja, délen az Ománi-öböl, nyugatról Konárak megye, északnyugatról Kasr-e Kánd megye határolja. A megye lakossága 2006-ban 199 766 fő volt. A megye három kerületre osztható: Központi kerület, Dásztiári kerület és Polán kerület. A megyében két város található: a 106 000 fős megyeszékhely, Csábahár, illetve Negúr.
2006-ig a megyéhez tartozott Kasr-e Kánd megye is. Ekkor együttes népessége 214 017 fő volt.

## Népesség
| 2016 | 283 204 |

## Fordítás
- Ez a szócikk részben vagy egészben  a   Chabahar County című angol Wikipédia-szócikk ezen változatának fordításán alapul.  Az eredeti cikk szerkesztőit annak laptörténete sorolja fel. Ez a jelzés csupán a megfogalmazás eredetét és a szerzői jogokat jelzi, nem szolgál a cikkben szereplő információk forrásmegjelöléseként.